# Андерссон, Виктор (футболист, октябрь 2004)
Габриэль Виктор Давид Гонсалвес Андерссон (швед. Gabriel Victor David Gonçalves Andersson; род. 22 октября 2004, Дандерюд, Стокгольм) — шведский и гватемальский футболист, полузащитник клуба АИК.

## Клубная карьера
Футболом начал заниматься в клубе «Накка Юнайтед», за который в 2019 году провёл один мяч в шестом дивизионе. Затем выступал за молодёжные команды «Васалунда» и «Юргорден». Перед началом сезона 2021 года перебрался в академию другого столичного клуба — АИК, где выступал за команды различных возрастов. 4 сентября 2022 дебютировал за основной состав клуба в чемпионате Швеции во встрече с «Сундсваллем», появившись на поле на 87-й минуте вместо Николаса Стефанелли. Также осенью в составе юношеской команды принимал участие в Юношеской лиге УЕФА. В игре первого раунда с люксембургским «Расингом» Андерссон вышел в стартовом составе и забил три мяча, чем помог своей команде разгромить соперника. 24 октября того же года подписал с клубом первый профессиональный контракт, рассчитанный на пять лет.

## Клубная статистика
| Выступление      | Выступление      | Выступление      | Лига | Лига | Кубки | Кубки | Конт. кубки | Конт. кубки | Итого | Итого |
| Клуб             | Лига             | Сезон            | Игры | Голы | Игры  | Голы  | Игры        | Голы        | Игры  | Голы  |
| ---------------- | ---------------- | ---------------- | ---- | ---- | ----- | ----- | ----------- | ----------- | ----- | ----- |
| АИК              | Алльсвенскан     | 2022             | 1    | 0    | 0     | 0     | 0           | 0           | 1     | 0     |
| АИК              | Итого            | Итого            | 1    | 0    | 0     | 0     | 0           | 0           | 1     | 0     |
| Всего за карьеру | Всего за карьеру | Всего за карьеру | 1    | 0    | 0     | 0     | 0           | 0           | 1     | 0     |